# Antwerpens hamn

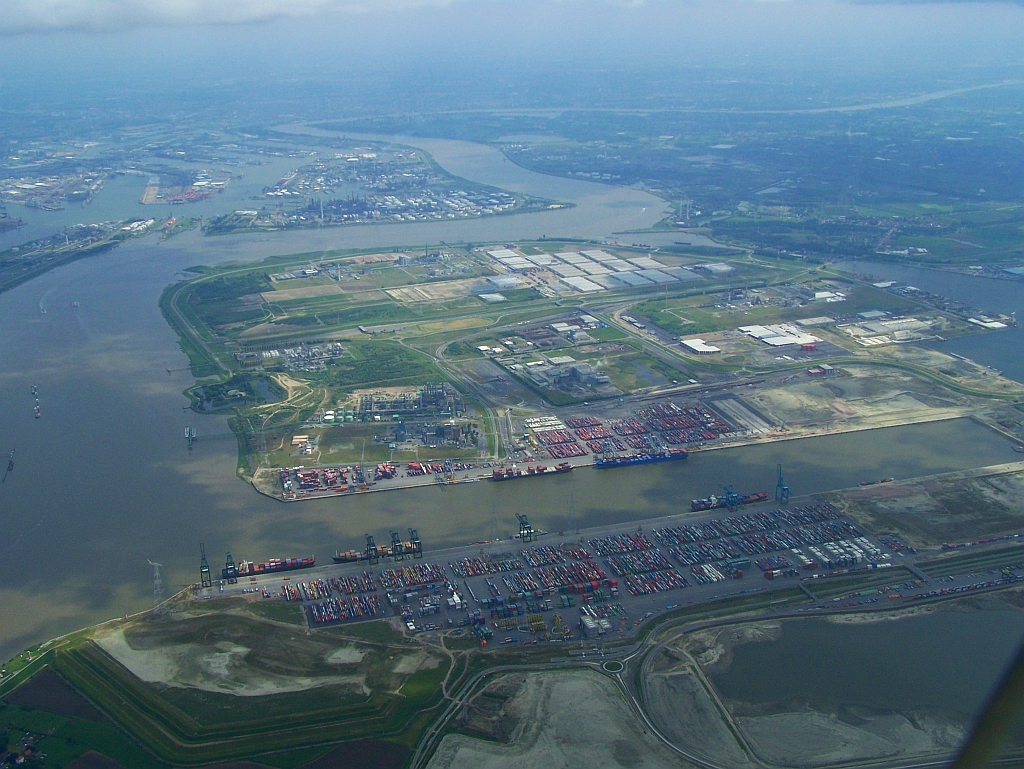
Antwerpens hamn

Antwerpens hamn (nederländska: Haven van Antwerpen) är en hamn i Antwerpen i Belgien. Hamnen hade under början av 2000-talets första decennium den näst största godsmängden i Europa.

### Fotnoter
1. ↑  ”Europe's leaders hold firm” (på engelska). BBC. 14 september 2000. http://news.bbc.co.uk/2/hi/europe/924211.stm. Läst 22 oktober 2015.